# Pampanito II (paroisse civile)
Pour les articles homonymes, voir Pampanito.
Pampanito II est l'une des trois paroisses civiles de la municipalité de Pampanito dans l'État de Trujillo au Venezuela. Sa capitale est Pampanito II.

## Géographie

### Démographie
Hormis sa capitale Pampanito II, la paroisse civile possède plusieurs localités :
- Butaque
- Pampanito II
- Santo Domingo
- Sector Jiménez